# Bridge Football Club
El Bridge Football Club és un club de futbol nigerià de la ciutat de Lagos.
Va ser fundat a meitat dels anys setanta amb el nom Julius Berger Football Club, en estar associat a l'empresa de construcció del mateix nom (Julius Berger Nigeria PLC). El 2008 els propietaris del club anunciaren la seva dissolució, però el club fou adquirit per l'Estat de Lagos. El juliol de 2010 fou adquirit per un grup de propietaris privats i canvià el nom a Bridge Football Club.

## Palmarès
- Lliga nigeriana de futbol:[3]
  - 1991, 2000

- Copa nigeriana de futbol:[4]
  - 1996, 2002

- Supercopa nigeriana de futbol:
  - 2000, 2002